# Agrícola (juego de mesa)
Agrícola es un juego de mesa creado por Uwe Rosenberg en 2007 y editado en España por Homolúdicus. El juego está ambientado en una zona agrícola donde cada jugador será una familia, desarrollará una granja, criará ganado e intentará obtener el alimento necesario para sobrevivir.
En 2008 ganó los premios Deutscher Spiele Preis, Tric Trac d'Or, Spiel des Jahres (en la modalidad «Juegos complejos») y Juego del Año en España. En 2025 accedió al salón de la fama de BoardGameGeek como uno de sus veinticinco primeros juegos seleccionados 

## La dinámica del juego
Cada jugador tiene tantas acciones por turno como miembros tenga su familia. Se empieza con dos miembros. Empezando por el jugador que ostenta el turno inicial (hay una acción para conseguirlo) y siguiendo el sentido de las agujas del reloj, se ejecuta una acción por jugador hasta que se terminen los miembros de la familia de todos los jugadores. Cuando se ejecuta una acción se obtienen inmediatamente los resultados de dicha acción. Una acción solo puede ser ejecutada una vez por turno.

## Versión Avanzada
Existe una versión avanzada del juego en la que aparecen dos nuevos elementos: Los oficios y las adquisiciones menores. Los oficios permiten conseguir ciertos privilegios y pueden ser acumulables. Existe también la expansión del juego: Bosques y Cenagales. Incluye losetas de terreno, cartas de acciones, así como una nueva especie animal, el caballo.